# فرناندو دی اولیویرا
فرناندو دی اولیویرا (به پرتغالی: Fernando Oliveira de Avila) مهاجم اهل برزیل است که در شهر پورتو الگره و در تاریخ ۱۱ مهٔ ۱۹۸۴ به دنیا آمده‌است.
فرناندو دی اولیویرا در تیم‌های فوتبال General Caballero سابقهٔ حضور دارد.